# Good Company
A Good Company a tizedik dal a brit Queen rockegyüttes 1975-ös A Night at the Opera albumán. A szerzője Brian May gitáros volt. Egyike volt azon daloknak az albumról, amelyet ő is énekelt el. Könnyed stílusa ellenére egyike az album zeneileg legbonyolultabb dalainak. Egy ember történetét meséli el, aki a munka iránti odaadása miatt elveszti a szeretteit. Sosem játszották a koncertjeiken.

## Dalszerkezet

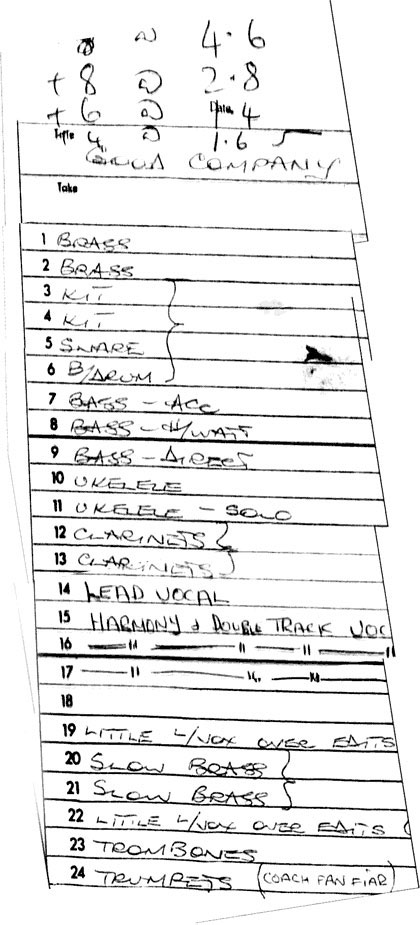
Az eredeti felvételek 1975-ös címkéje. A látszólagos egyszerűség ellenére majd mind a huszonnégy hangsávot felhasználták az effektusokra.

Az egész felvételt átszövi az ukulele-bendzsó jellegzetes hangja. Ezzel a hangszerrel még az apja ismertette meg Mayt. Ugyanezt a George Formby gyártmányú hangszert használta már az előző album Bring Back That Leroy Brown című dalában is. Ahogy gitáron, az ukulelén is saját magától tanult meg játszani. May rengeteg energiát fektetett ebbe a dalba, amely bár egyszerűnek tűnik, hangszerelését tekintve az album egyik legbonyolultabb kompozíciója. Tanulmányozta a hasonló stílusú dalokat, elmondása szerint az 1960-as években működő The Temperance Seven, és a hasonló stílusú, az 1920-as évek jazz zenéjét az 1960-as években (May gyermekkorában) divatba hozó együttesek ihlették. A tökéletességre törekedve egyes gitárszólókat akkordról akkordra vett fel. A John Deacon basszusgitáros által kifejezetten a számára épített úgynevezett Deacy Amp erősítő segítségével tudta többek közt a harsona és a klarinét hangját utánozni a gitárjával a felvételen.  Később úgy nyilatkozott erről, hogy ezzel a dallal a jazz iránti fétisét elégítette ki. Egyike volt az album azon dalainak, amelyeket ő énekelt fel.

## Dalszöveg
A felpörgetett ritmus és ének ellenére a dal egy szomorú történetet mesél el. A dalszövegben egy férfi az élettörténetét meséli el. Fiatal korában az apja figyelmeztette, hogy „gondoskodj azokról, akiket a sajátjaidnak hívsz, és maradjatok meg jó társaságnak”. Fiatalabb éveiben az elbeszélő megtartja az apja tanácsát, barátokra tesz szert, és elvesz feleségül egy Sally nevű lányt. A házasság után azonban elveszíti a kapcsolatot a barátaival, akik fokozatosan eltűnnek mellőle. Mikor megöregszik, egyre inkább a munkája a rabja lesz, éjjel-nappal dolgozik, és elhanyagolja a családját. Az idők folyamán a munkájának gyümölcseként megalapíthatja a saját korlátolt felelősségű társaságát. Még elkötelezettebb lesz a munka iránt, és még azt is alig veszi tudomásul, hogy a felesége elhagyja. A dal végén a már megöregedett elbeszélő szomorúan eregeti a pipáját, számba veszi az életét, és megállapítja, hogy teljesen magára maradt.

## Fogadtatás
A Melody Maker kritikusa szerint jól mutatja a zenekar sokoldalúságát. A New Musical Express kritikusa azt írta róla, hogy az egyszerű melódiák alatt bonyolult zenei technika rejlik: „a felszínen May megközelítése meglehetősen egyszerű, egy megnyerő dallamot használ egy erős motívummal, ami egy hagyományos jazz dalban teljesül ki. Az egész egyszerűség mégis csupán [May] technikai tudásának bizonyítéka az albumon”. A Rolling Stone negatívan írt az album ragtime, jazz stílusú dalairól, éppen az előző lemez Bring Back That Leroy Brown című dalát hozva fel példának, amelyben ugyanaz az ukulele szólalt meg, mint a Good Comapnyben. A Daily Vault „brit osztályrendszer romboló” dalnak nevezte. Sebők János ezt írta a dalról: „a Good Company Beatles-paródia. Helyet kaphatott volna akár a "Bors-őrmester" albumon is, mondjuk a When I’m 64 mellett. Mintha McCartney hangját hallanánk és McCartney manírjait, melyeket klarinét és más fúvósok – helyenként bendzsó – kísér”.

## Közreműködők
- Ének: Brian May
- Háttérvokál: Brian May

Hangszerek:
- Roger Taylor: Ludwig dobfelszerelés
- John Deacon: Fender Precision Bass
- Brian May: Aloha ukulele, Red Special